# Heliotropium krauseanum
Heliotropium krauseanum là loài thực vật có hoa trong họ Mồ hôi. Loài này được Fedde mô tả khoa học đầu tiên năm 1908.